# Браун, Керри (китаевед)
Керри Браун (Kerry Brown; род. 1967) — британский китаевед, специалист по современному Китаю, ранее дипломат. Доктор философии, профессор Королевского колледжа Лондона, директор Института Лау (Lau China Institute), член Королевского общества искусств. Прежде профессор Сиднейского университета, фелло Chatham House, сотрудник Форин-офис. Один из ведущих британских экспертов по Китаю.

## Биография
Изучал английскую литературу в Кембридже.
Окончил Кембридж как магистр, в 1989 году окончил колледж Гонвилл-энд-Киз, также обучался в Thames Valley University. Степень доктора философии по китайским политике и языку получил в Университете Лидса. В 1991 году впервые посетил Китай.
С 1998 по 2005 год в Форин-офис, являлся первым секретарем посольства Великобритании в Пекине (с 2000-го).
С 2006 по 2012 старший фелло Chatham House, возглавлял программу по Азии. В 2011—2014 годах руководил ECRAN (Europe China Research and Advice Network).
С 2012 по 2015 год профессор китайской политики и директор Центра китаеведения Сиднейского университета.
Ныне профессор китаеведения Королевского колледжа Лондона, директор Института Лау (Lau China Institute).
Комментатор в Guardian и New York Times, CNN, BBC, Al-Jazeera.
Полагает, что влияние Китая на Северную Корею является весьма ограниченным.
Соредактор Journal of Current Chinese Affairs.
Автор 24 книг — о Китае, современной китайской политике. Его книги переводились на более чем восемь языков. Автор книг о Ху Цзиньтао (2012) и Си Цзиньпине. Книги:
- The New Emperors: Power and the Princelings in China (I.B. Tauris, 2014)
- What’s Wrong with Diplomacy: The Case of the UK and China (Penguin, 2015)
- Berkshire Dictionary of Chinese Biography (редактор; в четырех томах, 2014—2015)
- CEO, China: The Rise of Xi Jinping (I.B.Tauris, 2016)
- China and the New Maoists (co-authored with Simone van Nieuwenhuizen, Zed Books, 2016)
- China’s World: What Does China Want? (IB Tauris, 2017)  Архивная копия от 25 июля 2021 на Wayback Machine (Review Архивная копия от 25 июля 2021 на Wayback Machine)
- China: A Modern History (Polity Press 2020)

Автор сборника стихов Lost Calls: 64 Poems (Library Partners Press, 2016).